# История Ахтубинска

## Предпосылки к созданию

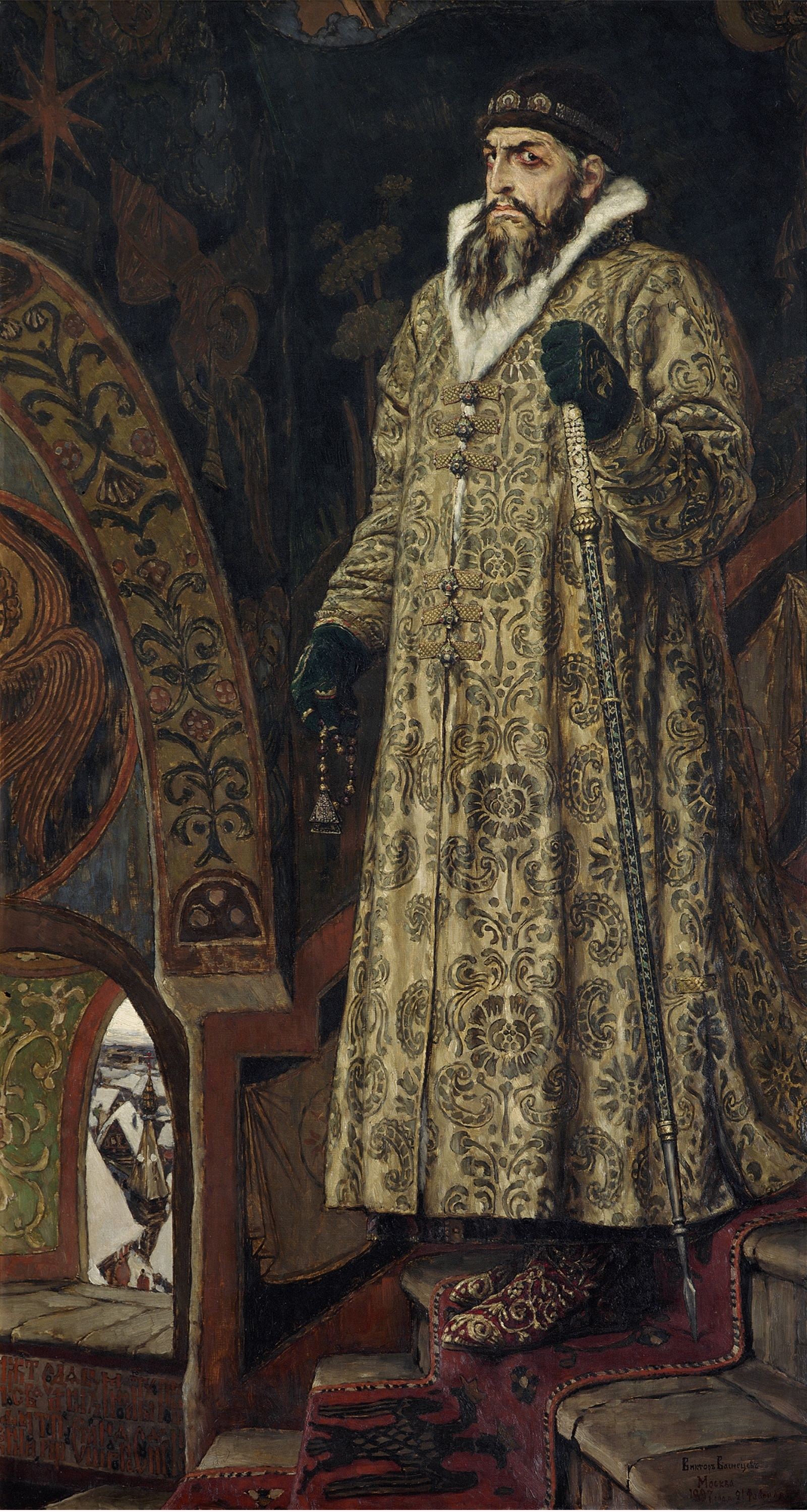
Иван Грозный. Освободил Нижнее Поволжье

Промышленная история соляных озер Астраханского края начинается после покорения Астрахани Иваном Грозным. До этого в России соль добывалась на северных и восточных окраинах Русского государства. Отдаленность этих источников, а также часто прекращающийся ввоз крымской соли, создавали соляные голодовки. Вот почему после покорения Астрахани и присоединения края к Русскому государству начинается разработка астраханских соляных месторождений.
По освобождении Нижнего Поволжья от татарского ига, в 1656 г., сюда устремились спасавшиеся от произвола помещиков и дворян крепостные.
Редких поселенцев здесь тревожили набеги степных кочевников. Город Астрахань, уже тогда крупный торговый центр, был многолюдным, а вот левый берег Волги заселялся медленно и не по своей воле, ибо земли не отличались плодородием. Зато здесь было нечто другое. Недра таили сказочное богатство — соль.
Начало разработок Астраханских озер уходит в далекое прошлое. В древнейшие времена здесь ломали соль скифы, её добывали хазары, половцы, с XIII века соль ломают татары.
В 1-й половине XVIII в. увеличивается число беглых крестьян из центральных районов России. В экономических и финансовых целях правительство пошло на легализацию проживания в крае беглых крестьян и приостановило возвращение их к своим хозяева. Правительственный Сенат в 1745 году издал специальный указ. Указ предписывал «… не вывозить и не высылать и учинить их (беглых) свободными, и дать им от Астраханской губернской канцелярии указные пашпорта для найма к работам добровольной ценой».
Основная масса закреплялась в ранее созданных селах, некоторые крепостные семьи основывают новые поселения.
Первую попытку практического использования природных богатств Астраханского края предприняла Екатерина II. В основном, эта попытка была сориентирована на разработку соли на озерах Эльтон и Баскунчак. Екатерина II, стремясь к более широкой разработке соляных богатств края, принимает меры к заселению заволжских степей на левом берегу Волги и реки Ахтуба. В 1763 г. она издала указ, по которому всем переселенцам для возки и ломки соли предоставляются льготы и отводятся участки земли для сельского хозяйства.

## Появление Владимировки

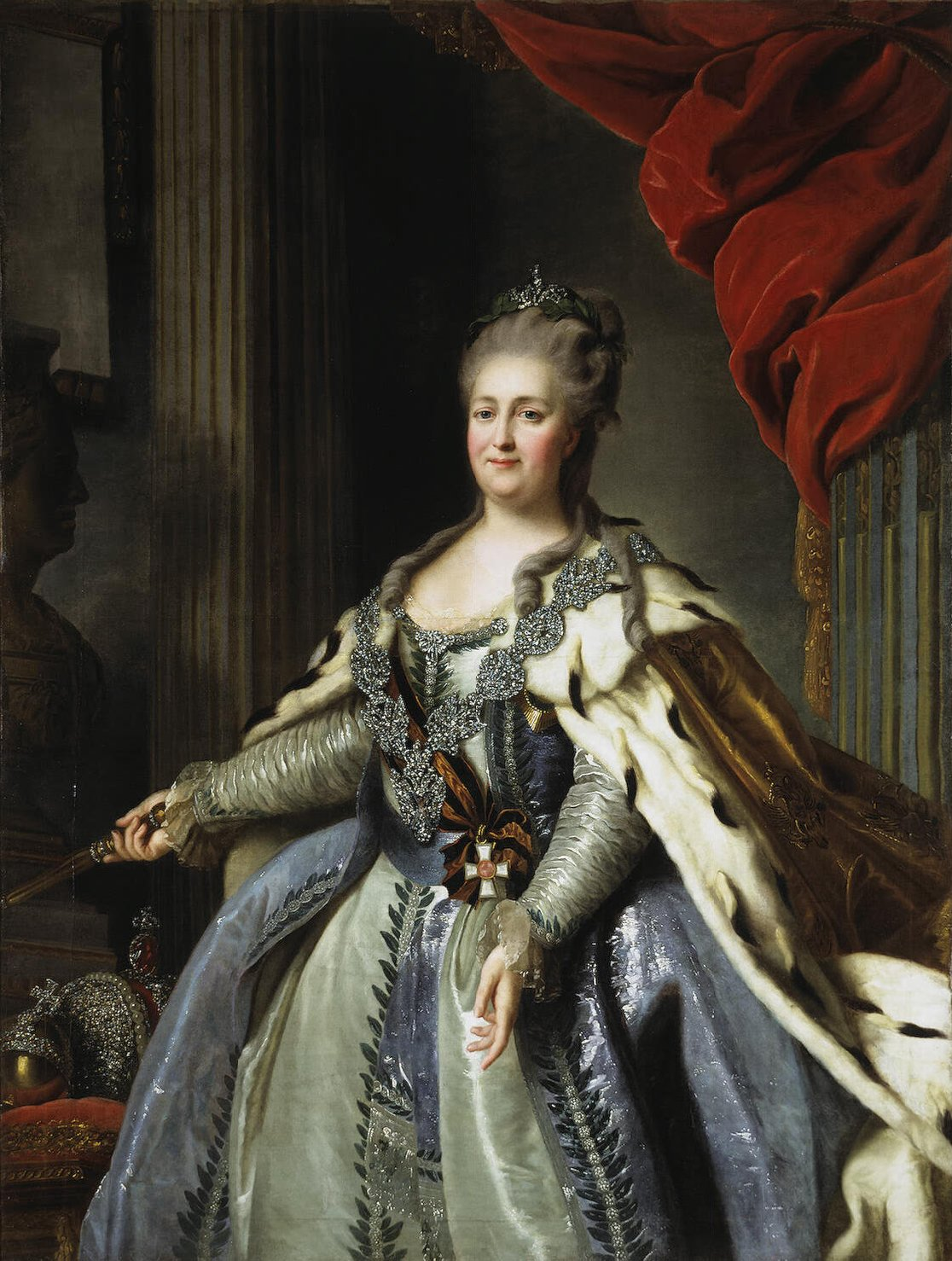
Екатерина II. Издала указ о закреплении Владимировки за соленым озером

Первые русские поселения в Заволжье возникли из беглых крепостных, а также из чумаков, приехавших на перевозку соли с озер.
Так в 1768 году образовалась слобода Владимировка Астраханской губернии. У историков возникали сомнения в точной дате наименования слободы.
Энциклопедический словарь Брокгауза и Ефрона называет годом основания слободы 1768 год. То же самое записано во втором выпуске «Трудов Астраханского губернского статистического комитета» за 1879 год:

«Слобода Владимировка находится при речке Кирпичной, впадающей в реку Волгу. Слобода основана в 1768 году и получила название Владимировка со времени постройки в 1801 году церкви во имя Владимировской Божьей Матери…».

Однако, в «Исторической записке об Астраханской епархии за 300 лет её существования» сказано, что уже в 1795 году существовала церковь во имя Владимировской иконы Божьей Матери и слобода имела постоянное название — Владимировка:

«В 1795 году отмежевано было притчу слободы Владимировка Черноярского уезда в размере 33 десят. удобной и 117 десят. неудобной земли, но как оная земля находилась за 15 верст от церкви, что притч отказывался пользоваться ею…».

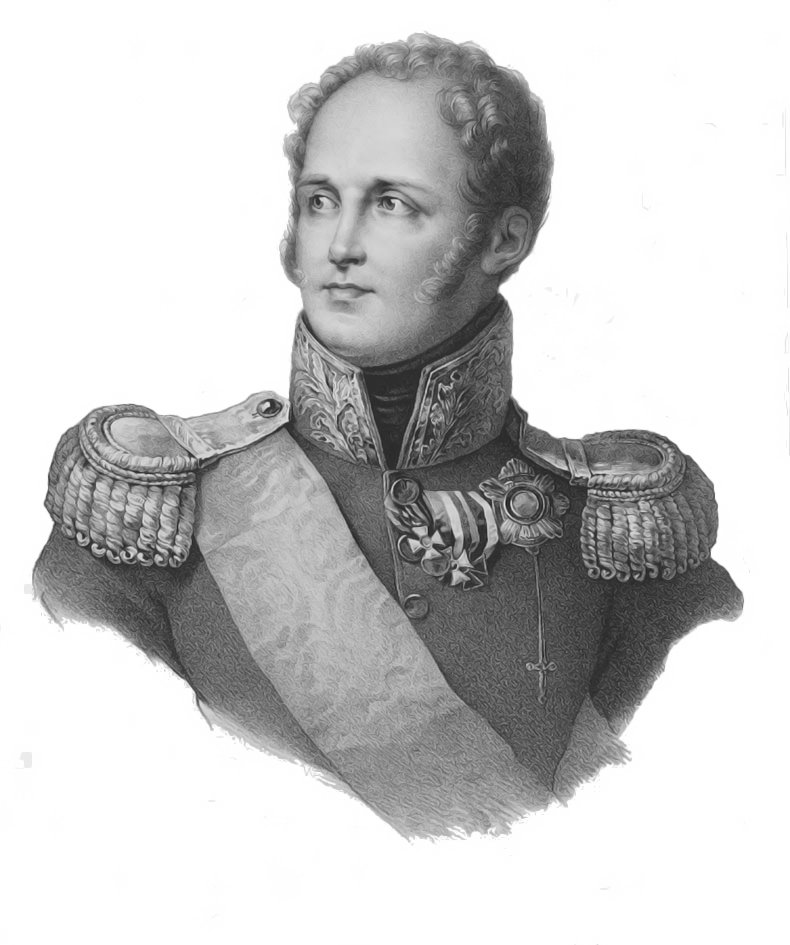
Александр I. Издал указ об освобождении жителей Владимировки от несения всех государственных повинностей

Книга эта, изданная в Астрахани в 1903 году, написана членами Астраханской духовной консистор-священником Иоанном Саввинским и не вызывает сомнение в своих фактических материалах.
Вот почему из вышеприведенного отрывка следует, что уже в 1795 году (а не в 1801 г., как сказано в «Трудах губстаткомитета») в слободе существовала церковь, и слобода имела своё постоянное наименование — Владимировка.
Екатерина II, понимая важность закрепления в этой местности рабочей силы, издала в 1794 году Указ о закреплении за солеными озерами еще не приписанных сел и слобод. В их число попала и Владимировка.
Для защиты поселенцев и окраины соленых озер в 1789 году было выделено 100 казаков.
В 1798 году во Владимировке был создан казачий пост. Только к середине XIX века обстановка настолько стабилизировалась, что появилась возможность оставить всего 38 казаков, только для охраны соленых озер.
Каторжные условия труда вынуждали убегать завербованных рабочих, и этот указ приписывал к солеразработкам без права выезда ранее приехавших переселенцев. В этих селениях насчитывалось 18 тыс. пар волов и 15675 душ мужского пола.
Бесчисленные притеснения чиновников, процветание взяточничества, обсчета и обвешивания, штрафы за малейшие неполадки вызывали острые конфликты и возмущения. Доведенные до отчаяния ломщики и чумаки ломали инвентарь и разбегались, а в годы крестьянской войны под предводительством Емельяна Пугачева большинство работных людей Баскунчакских промыслов угнали казённых лошадей и ушли в войска крестьянского царя. Меры по закреплению крестьян вызвали отток части населения из Нижнего Поволжья. Чтобы смягчить напряженность, император Александр I в 1808 году издал Указ, по которому жители слободы Владимировка освобождались от несения всех государственных повинностей, но были обязаны возить соль от озер в запасные соляные магазины к Волге.
Крестьяне обращаются в государственных. Работа на соляных промыслах устанавливается на договорных началах. Подобные меры были приняты и в отношении других сел, упомянутых в Указе Екатерины II 1794 года. Все это стимулировало приток рабочей силы.
Вплоть до 60-х гг. XIX века Владимировская волость Царевского уезда Астраханской губернии была весьма слабо развита в промышленном отношении. Основная добыча поваренной соли велась на озере Эльтон. Государственная власть предпринимала неоднократные попытки наладить добычу соли на озере Баскунчак, но практического эффекта не добилась.
На ломке и перевозке соли участвовало до 25 тысяч ломщиков, грузчиков, фурщиков, чумаков. На вывозе соли из озера работало до 5 тысяч верблюдов с калымажками. На перевозке соли на пристани на Волге и по соляным трактам работало до 15 тыс. воловых фур. Ломка соли достигала 10-12 млн пудов в сезон.

## Быт XVIII века
Ряд исторических данных позволяет судить и о том, что первыми жителями здесь были малороссияне (украинцы) — переселенцы из Воронежской губернии. Царское правительство было заинтересовано в подобных переселениях, дабы пополнить край рабочей силой, особенно христианским населением из-за обилия здесь кочевых народов. Вот почему Астраханская губернская наместническая канцелярия постановила отвести для них участки из имения помещицы графини Толстой, отмежеванные по распоряжению Потемкина. Помещики сами были заинтересованы в переселении, так как в течение долгого времени числили поселенцев в качестве своих собственных крестьян, их соответствующим оброком.
Жители Владимировки занимались хлебопашеством и чумачеством (соляным извозом). Рыболовство было развито слабо, но все же ловом частиковых рыб — щуки, леща, сазана, судака и воблы владимировцы занимались, что было неплохим подспорьем для крестьянского хозяйства.
В «Трудах Губстат комитета» дается описание состояния слободы в 1879 г.: в слободе Владимировка находится волостное управление, две церкви, двухклассное училище (мужское), два кирпичных завода, одиннадцать кузниц, пожарный обоз, четыре питейных заведения, три хлебных магазина, сто сорок ветряных мельниц, три маслобойных завода. Проводились еженедельные базары. Была библиотека — плата 20 копеек в год. В селе было сельское и волостное управления, урядник, полицейские; а перед революцией 1917 г. в селе правил земский начальник.
К волости относились несколько близлежащих сел:
- Батаевка,
- Успенка,
- Петропавловка,
- Покровка.

Население в основном было крестьянским, занимались люди хлебопашеством и скотоводством. Как и везде было деление на середняков и бедняков: Крупных помещиков в селе не было. Здесь были только их поместья, которые носили название в честь владельца. Сами помещики жили в городах или за границей. Например, владелец Зубовки и Дмитриевки, помещик Зубов жил в Берлине.
У жителей в хозяйствах выращивалось свыше 11 тыс. голов крупного рогатого скота, 32 тыс. овец, свыше 800 свиней, 1085 лошадей. Был хорошо налажен рыбный промысел. Хозяин промысла Лопатин. Богатый человек, имел несколько домов в слободе, 2 из них целы до сих пор.
Переселенцы были приписаны к соляному делу и становились государственными крепостными. На жителей слободы накладывалось обязательство направлять на озеро ломщиков соли и перевезти установленное её количество. В разные годы Владимировка направляла 10-15 артелей (по 9 человек в артели) на ломку соли в озере и до 100 воловьих фур для её перевозки.
Украшали слободу две церкви — храм Владимирской иконы Божьей матери и храм Михаила Архангела.

### Церковь (храм) Михаила Архангела
Большая каменная церковь (храм) Михаила Архангела была воздвигнута в 1819.
Располагалась церковь на южной стороне села, на месте нынешнего Районного Дома культуры. До того как этот храм был построен, на этом месте стояла маленькая, деревянная церковь, которая сгорела от удара молнии. Молния угодила прямо в верхний купол, и от церкви ничего не осталось.
Местные жители называли церковь Михаила Архангела «куркульской», потому что в этой части слободы проживали наиболее зажиточные семьи.
Средства на строительство выделили самые богатые люди — Лопатин, Курочкины, а также многие верующие.
Высота церкви составляла 75 метров, самый большой колокол составлял 6-7 метров. С колокольни была видна вся округа: Покровка, Успенка, близлежащие хутора и зимовки.
Внутреннее убранство церкви:
- иконы в золотом и серебряном обрамлении,
- расписной купол,
- красивейший алтарь,
- «Явление Христа народу» художника Иванова,
- «Тайная вечеря» Леонардо да Винчи и другие.

Был свой церковный хор, но в 20-е годы из-за гонений на церковь, взрослые опасались петь на клиросе, боясь преследований. Тогда батюшка Сампсон собрал группу детей, чтобы учить их духовному пению.
Два раза в год церковь отмечала память Михаила Архангела. Во дворе разжигались костры, готовили в котлах еду, ставили столы, все, кто хотел, приходили и ели. По большим праздникам — на Рождество, Крещение, Пасху, Михаила Архангела устраивались после богослужения концерты.

### Церковь Владимирской иконы Божьей Матери
Её называли в слободе «бакланской».

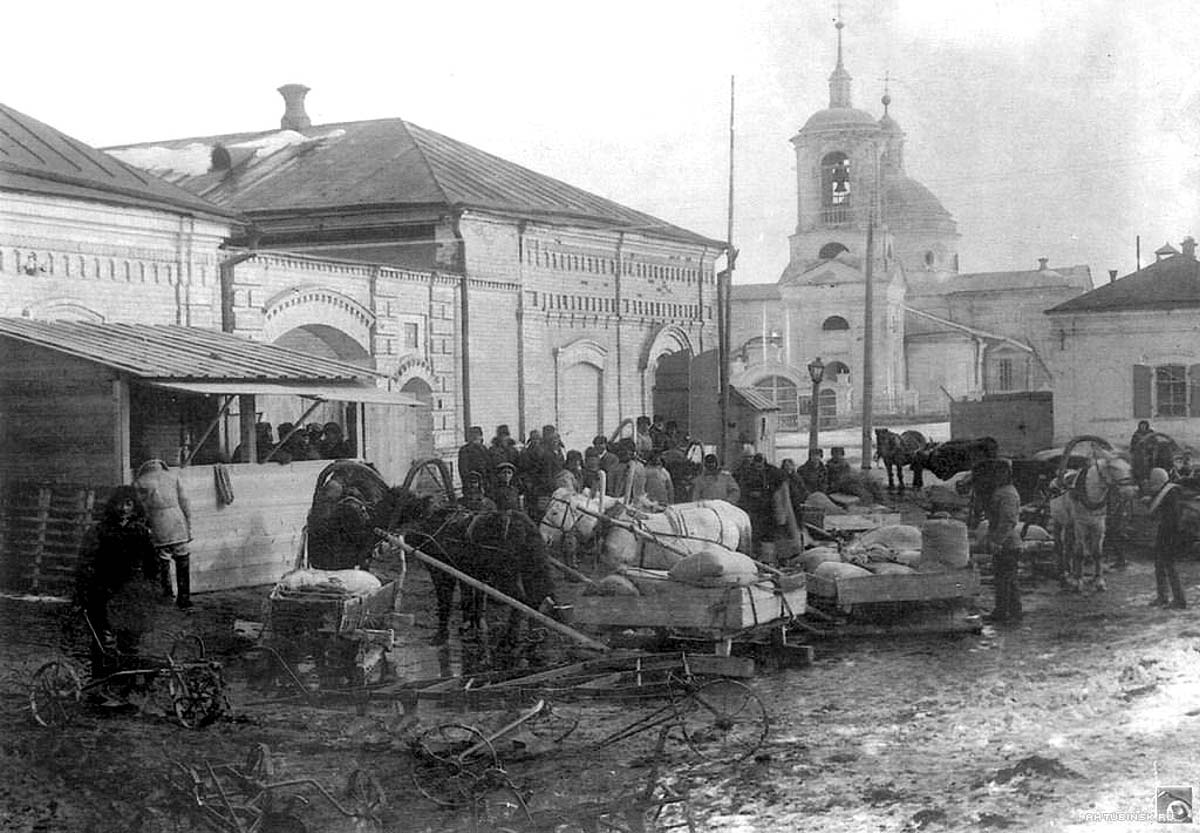
Храм Владимирской иконы Божьей Матери, начало XX века

Церковь по размерам мало в чем уступала храму Михаила Архангела. Её стены были сложены из белого кирпича, пол был деревянный. Его застилали очень толстые, широкие домотканые дорожки.
От церковной сторожки (её здание сохранилось до сих пор, там располагается воскресная школа) до церкви вел деревянный тротуар. В сторожке молодые ожидали венчания, невесты прихорашивались.
Икон в церкви было много, разных размеров, в разных окладах. Владимировская икона Божьей Матери находилась в левой стороне, над столиком, а справа — распятие.
В церкви служили два священника и дьякон. По весне, после Пасхи, они совершали крестный ход по окрестным хуторам — «дождя просили». Ход длился почти до Троицы — хуторов было много.
Долгие годы священником был отец Иоанн. Когда после революции начались гонения на священнослужителей, дело доходило до издевательств — впрягали, например, в телегу мусор возить. Когда отец Иоанн умер, его похоронили в церковной ограде, а позже перенесли на кладбище.
Последним священником церкви был отец Григорий. В 30-е годы церковь снесли (одно время в ней содержали раскулаченных перед отправкой в дальние края).

## XIX век
Население слободы составляло, около 7 тысяч человек.
В 1802 г. в слободе было 5 училищ, в том числе киргизское (казахское), в них обучалось 180 детей обоего пола.

### Мельницы
Отличительной особенностью слободы и своеобразным её украшением были мельницы — 3 паровые — немецкая, Стрельцова, Степашкина и ветряные.
«Аглицких», то есть английских мельниц во Владимировке имелось шесть. Построены они были в к. XIX в., располагались на восточной окраине слободы. Владельцами мельниц были Пономарев, Беляев, Коньков, Безруков, Чернухин, Евтушенко.
В конце 20-х годов XX века были разобраны мельницы Беляева, Безрукова, Чернухина. Материалы чернухинского ветряка пошли на строительство пожарной вышки.
Мельница Конькова была сломана в начале 50-х годов, а мельница Пономарева сгорела в середине 70-х годов.
На восточной и юго-восточной окраинах слободы было более 10 мельниц, конструкцией своей отличавшихся от «аглицких». Построены они были в середине XIX века. К 1936 г. ни одной из них не осталось. Последним мельником на такой мельнице был Макар Петрович Гужвин.

### Соледобыча
Не выдержав конкуренции в 1861 году, Эльтонский промысел был закрыт. Условия труда были каторжные. Единственными орудиями труда были ломы, пешни, деревянные молотки и лопаты. Проживали соледобытчики в землянках, вырытых по берегам озера или в кибитках, привезенных кочевниками из степи.
Условия залегания соли на Баскунчаке таковы, что труд рабочего еще более тяжел, чем на мелких озерах. Рабочим постоянно приходилось стоять по пояс и выше в соленой рапе. Соль разъедала тело и на нем появлялись трещины и ссадины, а в свежие раны опять забивалась соль. К этому присоединяется еще ослепительно белый цвет новосадочной соли, покрывающей все кругом вокруг ломщиков. Смотреть на соль, особенно на солнце, почти невозможно без темных очков, которых в ту пору у ломщиков не было. Это вызывало в дополнение к кожным заболеваниям, заболевание глаз.
Летом стояли невыносимые знойные дни. Вокруг ничего нет, где можно было бы хоть на короткое время укрыться в тени и утолить жажду. Часто дул сильный ветер, но он был раскален зноем пустыни. Ломщиков мучила жажда, но пригодной для питья воды не было.
Для привлечения инвестиций в соледобычу и стимулирования промышленного производства в этой сфере царское правительство отменило государственную монополию на торговлю солью и в 1865 году отказалось от государственной разработки соли. Эти меры, а также отмена акциза на соль в 1880 году позволили организовать промышленную добычу соли и привлечь средства для развития прилегающей местности. Поскольку имеющаяся во Владимировке старая пристань не отвечала изменившимся техническим требованиям и не давала максимального экономического эффекта, в 1867 году была создана новая Владимировская пристань, в 1887 году переименованная в поселок Болящий, далее в Шумиловку (из-за шумных драк), а с 1910 года называемая Петропавловкой. Старая пристань была названа Мамайской.
На пристани Мамай (территория современного консервного завода) были построены соляные склады, куда фурами доставлялась соль с озера. Во время весеннего половодья, к пристани по реке Ахтуба подходили речные суда, они загружались солью и по протокам Владимировка и Мурня выходили на Волгу. Далее на веслах, под парусами или бурлаками суда двигались вниз по Волге, в Астрахань на рыбные промыслы, или вверх, на Царицын, Саратов и далее.
После спада воды суда грузились в затоне Волги на пристанях хутора Болящий. Так этот хутор назывался потому, что находясь в пониженном месте, постоянно заполняющимся водой, имел много болот — рассадников комаров, а потому население страдало от изнурительной и тяжелой болезни — малярии. Для доставки соли со складов пристани Мамай на волжские пристани, каждый год, после спада воды, на Ахтубе устраивался временный свайный деревянный мост, по которому фуры с солью переправлялись через реку и по сооруженной дамбе на хуторе Болящий, подъезжали к пристани.
В 1882 году вступает в строй железная дорога, соединившая озеро с соляными складами пристани Мамай. Вводится в эксплуатацию железнодорожная станция Ахтуба с депо для профилактического ремонта паровозов и вагонов. В связи с увеличением объема добычи соли в озере до 10-12 млн пудов в сезон. Проводится укрепление пристани для приема более тяжелых барж и буксирных пароходов с паровыми и дизельными установками.
В целях получения большей прибыли от продажи соли в 90-х годах строятся на хуторе солемолки. Он получает название Шумиловка. Предполагается, что это название обусловлено производимым солемолками шумом.
Первые солемельницы с ручным приводом были оснащены каменными жерновами с приводом от паровых двигателей. Условия труда рабочих были настолько тяжелы и мало оплачиваемые, что в мае 1905 г. в Петропавловке вспыхнула забастовка, которая сильно ударила не только по солепромышленникам, но и по рыбопромышленникам Астрахани. Это было подобно стихийному бедствию. 12 июля забастовка закончилась победой рабочих.
В 1892 г. был построен первый деревянный мост через реку Ахтуба. В 1902 г. — второй. В 1912 г. — третий мост — несколько лет назад на его месте был возведен новый.

## XX век
В 1912 г. заканчивается строительство железнодорожного моста через Ахтубу с одновременным развитием железнодорожных путей до солемельницы в Петропавловке. В Петропавловке строятся также причалы для погрузки в баржи зерна и муки, а позже и скота.
Входит в работу дебаркадер для приема пассажирских судов. Так в Петропавловке зарождается товаро-пассажирский порт с мастерской для ремонта судов.
Паровоз вез соль от Нижнего Баскунчака до Петропавловки. До этого соль возили на быках. Перевозка на быках была дешевле, чем паровозом. Казна понизила тариф провозки и разрешила по пути брать женщин с хуторов с молоком (они платили за проезд) и это окупало расходы. Вся земля от лесозавода до займища принадлежала князю Дундукову («калмык крещеный»). Он имел свой дом в Черном Яру, а жил в Петербурге. В Петропавловке жила его дочь.
В 1913 г. Шумиловка переименовывается в Петропавловку в честь церкви, построенной во имя апостолов Петра и Павла. В конце 20-х годов церковь сгорела, на её месте построили школу № 5, теперь там Станция юннатов.
19 августа 1923 г. по инициативе В. И. Ленина в Москве была открыта первая Всероссийская сельскохозяйственная выставка и кустарно-промысловая выставка, которой Владимир Ильич придавал очень большое значение.
В последующие годы сельскохозяйственные выставки стали проводиться в столицах других республик, областных и районных центрах.
Во Владимировке первая сельскохозяйственная выставка была проведена 7 октября 1926 года. Комиссию по её организации и проведению возглавил И. С. Левинченко. Комиссия широко оповестила население о дне проведения выставки, пригласила крестьян принять участие в ней.
Экспонаты уместились на двух столах. Кооперативное движение в те годы только начинало зарождаться в сельском хозяйстве Владимировки, и по этому не могло еще показать своих успехов. Крестьяне могли принести на выставку лишь плоды овощных и фруктовых культур, початки кукурузы, несколько снопиков пшеницы, проса, простейшие орудия ручного труда, среди которых наиболее значительным была самодельная каменная конная молотилка. Выставку посетило около 200 чел.
В 30-е годы были созданы 4 артели — «Заветы Ильича», «Большевик», артель дерево-обделочников и артель извозчиков.
Самой престижной считалась артель извозчиков. Автотранспорта почти не было, а гужевой транспорт был в почете. Когда нужно было перевозить дрова или сено из займища, водный транспорт выделял коммунхоз.
Первая электростанция на жидком топливе, дававшая свет Владимировке стояла на том самом месте, где сегодня находится «Ахтубжилкомхоз» — на улице Фрунзе.
Водопровод долго не могли построить — скот поили на речке, люди пользовались общественными колонками.
Когда началась коллективизация было создано 4 колхоза — «Рассвет», «Заря», «8 съезд Советов», «Победа». Первыми председателями были: Воскобойников, Скибин, Сыроватский.
До 40-х годов пожарной машины в селе не было. Стояли в пожарном депо лошади, была специальная повозка («тачанка»), на ней — ручные насосы. Пожары случались частенько — дома были сплошь крыты соломой и все деревянные.
Многие дома были украшены деревянной резьбой, очень нарядными были парадные входы. Такой вход вел сразу в коридор дома ими пользовались, когда приходили гости. По праздникам и вечерам на этих нарядных крылечках собиралась молодежь. Играла гармошка, пели песни. Танцевали на улице. Старики порой выносили им ведерко воды. Воду в ту пору добывать было не просто. Её носили с реки на коромыслах или брали из колодцев. Они были глубиной от 17 до 28 метров.
Любимым местом отдыха молодежи была улица Чкалова, напротив парка. В просторечии звали её «топталовкой». Народ перед войной стал жить не плохо.
В послевоенное время начинается по переводу промышленности на мирные рельсы и ликвидации последствий фашистского нашествия.
В мае 1947 года исполком Владимирского райсовета утвердил государственные ссуды на строительство домов инвалидам войны. В том же году в связи с расширением объёмов производства и внедрением новой технологии судоремонтные мастерские переформируются в судоремзавод. Так образовался «Ахтубинский ССРЗ»

## Начало истории военного полигона
Самое знаменательное событие в послевоенной истории района произошло 26 июля 1947 года.
В этот день в Совете Министров СССР было подписано постановление о передаче части земель Владимировского и Капустиноярского районов для специальных целей.
С этого момента начинается история военного полигона. Один из пунктов постановления предусматривал для проведения строительных работ создание двух летных лагерей НТК по 400 чел. в каждом, начиная с марта 1948 года.

### Владимировка
Во Владимировке в то время были проблемы с водой. Её возили на быках из речки и раздавали по домам. Была и водокачка, но она обеспечивала водой лишь немногие дома. Во дворах некоторых домов были сооружены специальные бассейны по простой схеме: копалась глубокая яма, стенки обмазывались толстым слоем глины, некоторым удавалось сверху покрыть цементом. В такие колодцы (которые назывались бассейном) завозилась вода с речки, там она хранилась и охлаждалась.
Осенью, с наступлением дождей, улицы превращались в сплошное болото. Резиновая обувь была единственным спасением.
Учитывая, что основные технические позиции, площадки, тиры находились в районе старого здания КП «Ромашка», добираться на работу пешком было трудно. В осеннюю и весеннюю распутицу добирались на бронещитах, которые, как сани, тащил трактор.
Со всей Владимировки военнослужащие собирались в 5 часов утра в районе райвоенкомата, где ожидал их с бронесанями трактор. В здание райвоенкомата непродолжительное время находился штаб, к тому времени уже 6 Управления ГКНИИ ВВС.

### Петропавловка
Петропавловка значительно отличалась от Владимировки.
У каждого дома был фруктовый сад, во многих дворах колодцы с чистой ключевой водой.
Личный состав на работу и с работы доставлялся на машинах, на студорах, так окрестили американские студебеккеры. При малой воде машины проходили вброд в районе теперешнего автомобильного моста. Остановки были в районе бывшего Дома отдыха, базара и столовой речников (которая на данный момент снесена).
Когда наступал разлив, вода затопляла Петропавловку. Ко многим домам вода подходила к крылечку и завалинкам. Местных жителей это не пугало. В каждом доме были лодки. От дома к дому, в магазины, на рынок перебирались на лодках. В разлив многие военные добирались до насыпи железнодорожного моста на веслах.
Таковы были первые шаги тех, кто заложил первые кирпичи в здание Лабораторно-испытательной базы, которая к нашим дням стала крупнейшим научно-испытательным учреждением МО России и бывшего СССР.

## Образование Ахтубинска
В апреле 1956 года произошли очередные изменения в административно-территориальном дележе Астраханской области — Владимировский район был укрупнен за счет ликвидации Капустиноярского района и включения в состав района части земель Западно-Казахстанской области.
Создание военного полигона привело к появлению на территории района предприятий оборонной промышленности, что в результате привело к резкому росту численности населения района Владимировка, Петропавловка и Ахтуба постепенно стали сливаться с территорией военного городка.
В результате слияния этих населенных пунктов 18 декабря 1959 года на карте страны появляется новый город — Ахтубинск.
С этого времени он стал заметно расширяться, развиваться, благоустраиваться. Вместо привычных деревянных домов на подслеповатых глинобитных мазанок появились многоквартирные — сначала двухэтажные жилые дома, новые современные социально-бытовые учреждения, оделись в асфальт дороги и пешеходные тротуары, активно велось озеленение площадей и улиц.
Бурное развитие города началось с освоения северной окраины слободы Владимировки. Там, на голом заросшем бурьяном пустыре, в начале 60-х годов развернулось широкое строительство жилых домов. Сооружался целый жилой массив с многоквартирными домами.
Позднее Северный городок значительно расширил свои границы. Здесь были выстроены многоэтажные дома со всеми удобствами, социально — бытовая микроструктура, производственные предприятия, учреждения. А потом широким фронтом развернулась реконструкция центральной части слободы Владимировка . Были ветхие корпуса рынка, целый ряд больших и малых деревянных магазинов.
На улице Шубина поднялся первый четырехэтажный дом, построенный военными строителями. Рядом закладывался фундамент второй, потом третий — многоэтажки, кинотеатр «Победа».
В 1959 году открылись три больших офицерских общежития — гостиницы: «Урал», «Волга», «Дон», которые были заселены до отказа.
Строился Дом Офицеров, подрастал молодой парк.
Одну из клумб украшал памятник Ленину и гипсовые вазоны, в которых росли цветы — красные каллы. Возле этого памятника детей из соседних с парком школ № 1, № 4 принимали в пионеры.
На кругу — рядом с танцевальной площадкой стояло множество скамеек, а за ними, также по кругу, располагались листы с плакатами на авиационные и космические темы: портреты Гагарина, Комарова, Титова, различные самолеты.
В многочисленных деревянных киосках продавали мороженое несколько сортов, ситро, морс, лимонад. Один такой киоск стоял прямо у входа на танцевальную площадку, и работал всегда до окончания танцев, а они в те времена были до часу ночи.
Гордостью Дома Офицеров был военный духовой оркестр, который играл на танцах. А в клубе консервного завода играл духовой оркестр военных строителей.
На танцы приходили пары самых различных возрастов, поэтому оркестр играл всякие мелодии: танго, фокстроты, вальс-бостон, чардаш, краковяк, и особенно часто вальсы «Качели», «Березка».
В маленьком уютном кафе (сегодняшней «Сказке») стояли столики продавали шампанское, хорошие сухие вина, сигареты в лакированных коробках, подавались фруктовые коктейли с соломинкой, пирожные, конфеты, шоколад. Салют собирались смотреть в парке у белой лестницы Дома офицеров.

## Современный город
В 1975 году Указом Президиума Верховного Совета СССР Ахтубинск переведен в категорию городов областного подчинения. Изменился экономический потенциал.
Промышленные предприятия вдвое увеличили выпуск продукции.
Построен новый молочный завод, в 1979 году введен в эксплуатацию новый хлебокомбинат мощностью — 80 тонн изделий в сутки, включающий в себе цех по производству безалкогольных напитков, построенный в 1960 г. Большие работы проведены по реконструкции консервного завода и мясокомбината.
Самым крупным промышленным предприятием города является Ахтубинский судостроительно-судоремонтный завод, который был образован в 1910 г. на основе акционерного общества «Океан». Завод располагает современными техническими средствами производства. Предприятие производит ремонт крупных судов, ежегодно строится крупнотоннажная баржа и земснаряд. В 1983 г. барже проекта Р-79 был присвоен Государственный знак качества.
Появились производственные и жилые новостройки, вырос новый жилой микрорайон «Мелиоратор».
В 1960 году на улицах города появились маршрутные автобусы. Построен новый автовокзал, который связывает Ахтубинск со всеми населенными пунктами района и городом Волгоградом.
В 1970 году в городе открывается сразу три отделения почтовой связи. Одно из них, расположенное по адресу пер. Ульяновых, 2, находится в здании, являющемся памятником архитектуры.
С начала 1990-х годов в городе начинается предпринимательская сфера. Наиболее яркий пример такого развития является концерн «Ахтубинский Хлеб», сеть магазинов которого раскинулась по всему району и известность его продукции вышли за пределы города.